# إريك أندرسون (لاعب كرة قدم بريطاني)
إريك أندرسون (بالإنجليزية: Eric Anderson)‏ (12 مارس 1931 في المملكة المتحدة - 1990) هو لاعب كرة قدم بريطاني في مركز الهجوم. لعب مع ماكليسفيلد تاون ونادي ليفربول.